# Karl Scheidl
Karl Scheidl (* 14. August 1929 in Mühldorf am Inn) ist ein deutscher Wirtschaftswissenschaftler.

## Leben
Scheidl wurde 1929 als Sohn eines Kaufmanns geboren. Nach dem Abitur an einem humanistischen Gymnasium studierte er Betriebswirtschaftslehre an der Ludwig-Maximilians-Universität München. 1954 legte er das Examen zum Diplom-Kaufmann ab und wurde 1956 an der Staatswissenschaftlichen Fakultät mit der Dissertation Betriebswirtschaftliche Denk- und Seinsformen. Eine Auseinandersetzung mit Grundsatzfragen der Betriebswirtschaftslehre zum Dr. oec. publ. promoviert. Er war dann Assistent von Karl Friedrich Rößle und Otto Hintner. 1963 habilitierte er sich mit der Arbeit Die industrielle Entlohnung. Ein Beitrag zum Problem der betrieblichen Lohnfindung und wurde Privatdozent. Von 1963 bis 1964 war er Lehrbeauftragter für Bankbetriebslehre an der Georg-August-Universität Göttingen. Danach übernahm er eine ordentliche Professur für Allgemeine Betriebswirtschaftslehre und Betriebswirtschaftslehre der Banken an der Technischen Universität Berlin. Von 1978 bis 1979 war er Vorsitzender des Wirtschafts- und Sozialwissenschaftlichen Fakultätentages. Er ist ordentliches Mitglied in der Berliner Wissenschaftlichen Gesellschaft.

## Schriften (Auswahl)
- Die Geschichte des deutschen Handwerks (= Die kleine Handwerker-Bücherei. Band 1). Gerlach, München u. a. 1956.
- (Hrsg.): Rentabilität und Risiko. Zu Fragen der Ertragsgestaltung im Bankbetrieb. Knapp, Frankfurt am Main 1986, ISBN 3-7819-0364-8.
- (Hrsg.): Gewinnplanung in Kreditinstituten. Neuere Ansätze der Erfolgssteuerung. Knapp, Frankfurt am Main 1987, ISBN 3-7819-0392-3.